# 마쓰다이라 모치아키

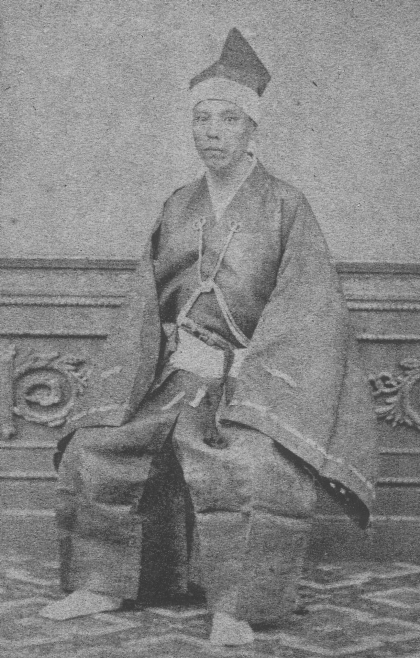
마쓰다이라 모치아키

마쓰다이라 모치아키(일본어: 松平茂昭, 1836년 9월 17일 ~ 1890년 7월 25일)는 막말의 다이묘이자 메이지 시대의 화족이다. 에치고 이토이가와번 제7대 번주(후쿠이 마쓰다이라 분가 제9대 당주), 에치젠 후쿠이번 마지막 번주를 지냈다. 메이지 유신 이후에는 후쿠이 번지사 및 백작위를 수여받았으며 말년에는 후작으로 승작되었다.
모치아키는 이토이가와 번 선대 번주 마쓰다이라 나오하루의 사남으로 태어났으며 원복 직후의 이름은 나오키요(直廉)였다. 부친의 은거로 이토이가와 번주직을 물려받았으며, 이토이가와 번주로 재직 중에는 쇼군 도쿠가와 이에모치의 편휘 모치(茂)를 수여받아 모치아키(茂昭)로 개명, 에치젠 종가 당주 마쓰다이라 요시나가(슌가쿠)가 안세이 대옥으로 인해 은거하여 종가의 가독을 이었다.
|  | 제1대 (후쿠이)마쓰다이라 후작가 당주 1888년 ~ 1890년 | 후임 마쓰다이라 야스타카 |

|  | (후쿠이)마쓰다이라 백작가 당주 1884년 ~ 1888년 | 후임 후작으로 승작 |

| 전임 마쓰다이라 요시나가 | 제17대 에치젠 마쓰다이라 종가 당주 1858년 ~ 1890년 | 후임 마쓰다이라 야스타카 |

| 전임 마쓰다이라 나오하루 | 제7대 이토이가와번 번주 (후쿠이 마쓰다이라 분가) 1857년 ~ 1858년 | 후임 마쓰다이라 나오야스 |

| 전임 마쓰다이라 요시나가 | 제17대 후쿠이번 번주 1858년 ~ 1871년 | 후임 폐번치현 |